# Blood Brothers
Blood Brothers – indyjski krótkometrażowy film Vishala Bharadwaja wokół tematu HIV-AIDS. W rolach głównych Ayesha Takia, Siddharth Narayan, Pankaj Kapur i Pavan Malhotra. Film miał premierę w 2007 roku na Międzynarodowym Festiwalu Filmowym w Toronto. To jeden z czterech krótkometrażowych filmów na temat AIDS wyreżyserowanych przez sławnych reżyserów indyjskich i wyprodukowanych przez fundację Bill Gatesa i Mirę Nair. Pozostałe filmy to Migration Miry Nair, Positive Farhan Akhtara i Prarambha Santosh Sivana. Zdjęcia do filmu – znany meksykański operator Guillermo Navarro (Desperado).

## Fabuła
Arjun Dutt (Siddharth Narayan) to szczęśliwy mąż i ojciec. Z dumą przytula swego syna, z nadzieją czeka na narodziny kolejnego dziecka. Jednak trochę alkoholu, trochę muzyki, piękne ciało kobiety każą mu na chwilę zapomnieć o rodzinie. Za ten wybór drogo płaci. Dowiedziawszy się, że zaraził się wirusem HIV nie ma odwagi spojrzeć żonie (Ayesha Takia) w twarz. Odchodzi, by nie patrzeć, jak jego świat się rozpada. Nie ma sił ani żyć, ani zabić się z nienawiści do siebie. Zrozpaczony włóczy się po ulicach coraz bardziej zarośnięty, brudny, głodny. Pobity trafia pod opiekę dr Bhootnatha (Pankaj Kapoor). Lekarz ten stwierdza, że pozytywny wynik badania na HIV był pomyłką. Teraz Arjun musi zmierzyć się z bólem zdrady i opuszczenia przeżywanym przez żonę i dziecko, a także przekazać wieść o chorobie człowiekowi o takim samym nazwisku, z którym go pomylono (Pavan Malhotra).

## Obsada
- Ayesha Takia – Keya
- Siddharth Narayan – Arjun Dutt
- Pankaj Kapur – dr Bhootnath
- Pavan Malhotra – Coach